# Національний музей афроамериканської історії та культури
Націона́льний музе́й афроамерика́нської істо́рії та культу́ри (англ. National Museum of African American History and Culture) — музей в центрі м. Вашингтон, США на Національній алеї. Музей є частиною Смітсонівського інституту.

## Історія
Музей заснований 19 грудня 2003 р. відповідно до Закону про Нац. музей афроамериканської історії та культури. Його першим директором у липні 2005 р. став доктор Лонні Банч.
У 2006 р. керівництво Смітсонівського інституту вибрало для його будівлі ділянку площею 2 гектари біля монументу Вашингтона і Національного музею американської історії. Будівельні роботи мусять розпочатися у 2012 р. і завершитися у 2015 р.  Архітектор — Девід Аджаї.
У 2007 р. відкрився сайт музею і таким чином він став першим великим музеєм у світі, який спочатку став існувати віртуально. На сайті є перша виставка, спроектована у Нью-Йорку. Сайт покликаний сприяти співпраці майбутнього музею із громадськістю.